# Лудуш
Лудуш (рум. Luduș) — місто у повіті Муреш в Румунії. Адміністративно місту підпорядковані такі села (дані про населення за 2002 рік):
- Авремешть (197 осіб)
- Гежа (1585 осіб)
- Рошіорі (795 осіб)
- Фундетура (183 особи)
- Чоарга (229 осіб)
- Чургеу (90 осіб)

Місто розташоване на відстані 275 км на північний захід від Бухареста, 36 км на захід від Тиргу-Муреша, 50 км на південний схід від Клуж-Напоки, 148 км на північний захід від Брашова.

## Населення
За даними перепису населення 2002 року у місті проживали 17 497 осіб.
Національний склад населення міста:
| Національність            | Кількість осіб | Відсоток |
| ------------------------- | -------------- | -------- |
| румуни                    | 12190          | 69,7%    |
| угорці                    | 4414           | 25,2%    |
| цигани                    | 857            | 4,9%     |
| німці                     | 11             | 0,1%     |
| італійці                  | 6              | < 0,1%   |
| євреї                     | 5              | < 0,1%   |
| росіяни-липовани          | 4              | < 0,1%   |
| українці                  | 1              | < 0,1%   |
| поляки                    | 1              | < 0,1%   |
| вірмени                   | 1              | < 0,1%   |
| не вказали національність | 7              | < 0,1%   |

Рідною мовою назвали:
| Мова                  | Кількість осіб | Відсоток |
| --------------------- | -------------- | -------- |
| румунська             | 12947          | 74,0%    |
| угорська              | 4371           | 25,0%    |
| циганська             | 151            | 0,9%     |
| німецька              | 11             | 0,1%     |
| італійська            | 4              | < 0,1%   |
| російська             | 3              | < 0,1%   |
| українська            | 1              | < 0,1%   |
| польська              | 1              | < 0,1%   |
| не вказали рідну мову | 7              | < 0,1%   |

Склад населення міста за віросповіданням:
| Релігія                                       | Кількість осіб | Відсоток |
| --------------------------------------------- | -------------- | -------- |
| православні                                   | 11808          | 67,5%    |
| реформати                                     | 3106           | 17,8%    |
| римо-католики                                 | 1068           | 6,1%     |
| греко-католики                                | 613            | 3,5%     |
| п'ятдесятники                                 | 355            | 2,0%     |
| адвентисти                                    | 202            | 1,2%     |
| баптисти                                      | 40             | 0,2%     |
| не релігійні                                  | 21             | 0,1%     |
| унітарії                                      | 13             | 0,1%     |
| атеїсти                                       | 6              | < 0,1%   |
| бретрени                                      | 5              | < 0,1%   |
| лютерани (Синодально-пресвітеріанська церква) | 4              | < 0,1%   |
| юдеї                                          | 2              | < 0,1%   |
| старообрядці                                  | 1              | < 0,1%   |
| лютерани                                      | 1              | < 0,1%   |
| лютерани (Аугсбурзького сповідання)           | 1              | < 0,1%   |
| не вказали релігію                            | 48             | 0,3%     |

## Зовнішні посилання
- Дані про місто Лудуш на сайті Ghidul Primăriilor [Архівовано 23 серпня 2010 у Wayback Machine.]